# Manège Carré Sénart
Pour les articles homonymes, voir Sénart (homonymie).
 (octobre 2014).

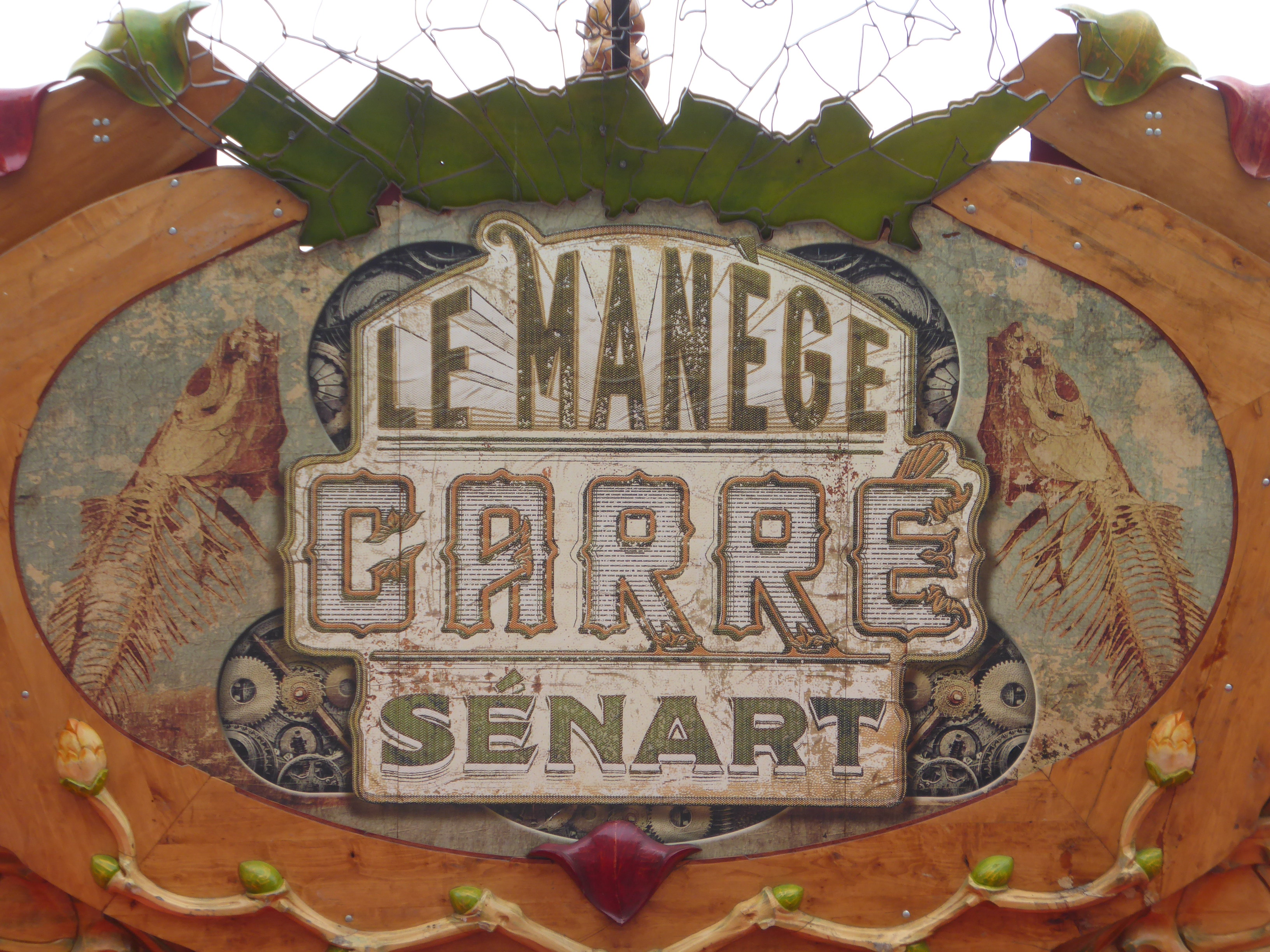
Le panneau du carrousel

Le Manège Carré Sénart est un carrousel réalisé par François Delarozière pour la ville de Sénart. Il est aujourd'hui installé devant la Halle de la Machine à Toulouse.
Il mesure 18 m de côté et 14 m de haut. Sa superficie est de plus de 300 m2. Il pèse 40 tonnes et peut accueillir 49 personnes à la fois. Tous ses éléments mobiles sont des animaux : buffle géant, bison, mante religieuse et autres insectes, têtes de poissons, etc. Les passagers peuvent directement agir sur ces éléments en en actionnant mécaniquement certaines parties.

## Historique
Le Manège Carré Sénart a été imaginé et construit par François Delarozière en 2008 pour la ville nouvelle de Sénart. Il a été commandé par la Scène nationale de Sénart (sous la direction de Jean-Michel Puiffe), financé par le SAN et l’Établissement public d'aménagement du Territoire de Sénart et par le groupe Unibail-Rodamco, développeur et opérateur du centre de commerces et de loisirs Carré Sénart. Le but de la construction de ce manège était de donner un symbole et une animation-phare à la ville nouvelle.
Après sa construction dans les ateliers de La Machine à Nantes, il est resté au Carré Sénart du 14 juillet au 30 octobre 2008. Le manège a ensuite régulièrement voyagé pour porter l'image de Sénart. Il est déjà allé à Madrid du 4 décembre 2008 au 4 janvier 2009, à Portimão (Portugal) du 4 avril au 3 mai 2009, à Anvers en juillet et août 2009 et à Milton Keynes (ville nouvelle d'Angleterre) du 16 juillet au 8 août 2010. Il a poursuivi son périple par Paris, au 104.
Dans le cadre des capitales européennes de la culture, le Manège Carré Sénart se trouve fin 2014 dans la ville tchèque de Plzeň.
Le 13 janvier 2018, le Manège Carré Sénart s'est installé à Calais jusqu'en août 2018 où il est parti pour Toulouse.
Pour l’installation des machines à La Halle de la Machine à Toulouse, le Manège Carré Sénart a élu domicile devant la halle depuis le 1er octobre 2018 (date de sa reconstruction sur le site), à l'endroit même où les avions de l'Aéropostale décollaient pour porter le courrier vers l’Amérique du Sud. Sur l'ancien aérodrome de Montaudran, l'ancienne piste n'existe plus pour les avions, mais elle est devenue un nouveau centre de vie, et a été rebaptisée  "Piste des Géants", nom prédestiné aux Machines... Le manège est opérationnel depuis l’inauguration de la Halle de la Machine, les 9-10-11 novembre 2018.

## Sources
« Le Manège Carré Sénart » (consulté le 15 août 2010)
" Halle de la Machine "
" dans les rouages de la halle de la machine "